# NATO missile defence system

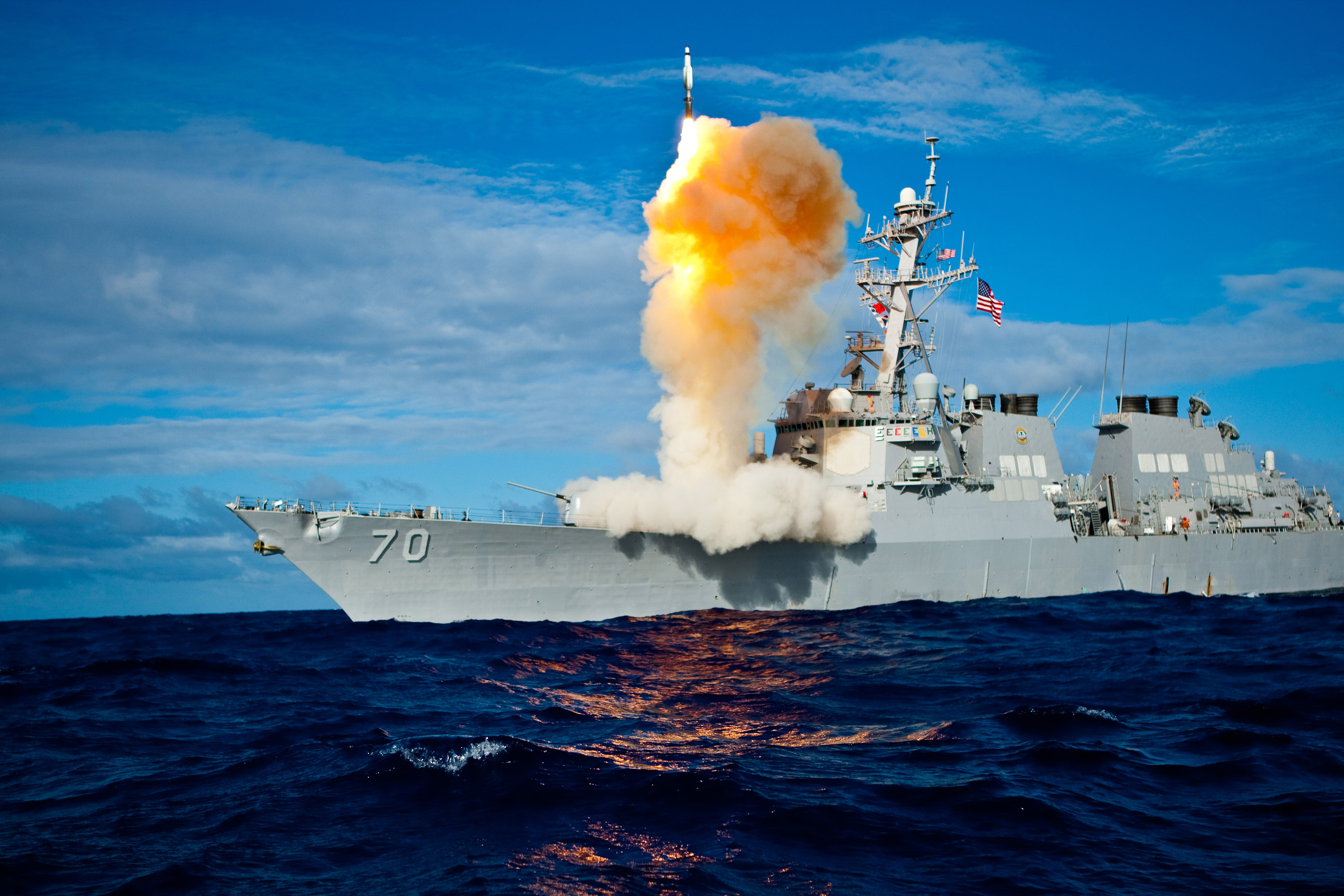
Il Presidente degli Stati Uniti Barack Obama propose di usare il sistema navale Aegis Combat System nel 2009.

Il NATO missile defense system è un sistema di difesa missilistico messo in atto dalla North Atlantic Treaty Organization (NATO) in diversi stati membri e nel bacino del Mediterraneo. La pianificazione è cambiata diverse volte dal 2002 in funzione della difesa messa in atto rispetto alla opposizione russa.

## Origine
Uno studio per un sistema d'arma antimissile fu lanciato al Summit di Praga del 2002. Il Consiglio Atlantico NATO, Command and Control Agency (NC3A) e la NATO Conference of National Armaments Directors (CNAD) fu coinvolta nei negoziati. Lo studio concluse che la difesa antimissile era fattibile. Gli Stati Uniti iniziarono un intenso dialogo con Polonia e Repubblica Ceca per il dispiegamento di missili antibalistici e un sistema radar di inseguimento. Entrambi i Paesi accettarono la proposta.
In aprile 2007, gli alleati europei NATO si dichiararono a favore di un sistema complementare NATO a quello americano del National missile defense per proteggere l'Europa. In risposta, il presidente russo Vladimir Putin disse che tale sistema era una nuova corsa al riarmo e possibile di un'autodistruzione. Dichiarò inoltre che questo congelava il Treaty on Conventional Armed Forces in Europe (CFE) del 1990. Il segretario generale Jaap de Hoop Scheffer dichiarò che il sistema non alterava gli equilibri per la Russia, solo con una base in Polonia e un radar in Repubblica Ceca.
Il 14 luglio 2007 la Russia dichiarò la sospensione del trattato CFE. Il 14 agosto 2008, gli USA arrivarono ad un accordo con la Polonia per il dispiegamento del sistema con missili MIM-104 Patriot. Il 20 agosto 2008 USA e Polonia segnarono l'accordo, mentre la Russia dichiarava alla Norvegia di aver sospeso ogni accordo con la NATO.
Durante il Summit di Bucarest del 2008, gli alleati discussero dei dettagli tecnici e delle implicazioni politiche del sistema d'arma americano in Europa. Gli alleati dichiararono che il dispiegamento del sistema era protettivo per molti paesi alleati. Nell'agosto 2008 la Polonia e gli USA segnarono un accordo preliminare in collaborazione con la Repubblica Ceca. Più di 130.000 cechi firmarono per un referendum consultivo sulla decisione.
Il 20 marzo 2015 l'ambasciatore russo in Danimarca scrisse una lettera all'editore del Jyllandsposten avvisandolo dei pericoli che i danesi avrebbero se partecipassero al programma Aegis, con la minaccia di avere le loro navi puntate dai missili atomici russi. Il ministro degli esteri Holger K. Nielsen commentò la cosa dicendo che se ci fosse stata una guerra le navi danesi sarebbero comunque oggetto di bersaglio in ogni caso.

## Active Layered Theater Ballistic Missile Defence
Il 17 settembre 2009 Barack Obama annunciò che il programmato dispiegamento di missili in Polonia e il radar in Repubblica Ceca non sarebbe più andato avanti, e che al suo posto sarebbe sviluppato ulteriormente il sistema AEGIS. Dato il cambiamento il presidente russo Dmitrij Medvedev annunciò che la proposta di dispiegare gli Iskander a Kaliningrad non sarebbe più andata avanti.
In accordo con il White House Factsheet intitolato "Fact Sheet on U.S. Missile Defense Policy - A "Phased, Adaptive Approach" for Missile Defense in Europe" del settembre 2009 le fasi sono le seguenti quattro:
- Fase uno (2011) – Deploy current and proven missile defense systems available in the next two years, including the sea-based Aegis Weapon System, the Standard Missile-3 (SM-3) interceptor (Block IA), and sensors such as the forward-based Army Navy/Transportable Radar Surveillance system (AN/TPY-2), to address regional ballistic missile threats to Europe and our deployed personnel and their families;
- Fase due (2015) – After appropriate testing, deploy a more capable version of the SM-3 interceptor (Block IB) in both sea- and land-based configurations, and more advanced sensors, to expand the defended area against short- and medium-range missile threats;
- Fase tre (2018) – After development and testing are complete, deploy the more advanced SM-3 Block IIA variant under development, to counter short-, medium-, and intermediate-range missile threats; and
- Fase quattro (2020) – After development and testing are complete, deploy the SM-3 Block IIB to help better cope with medium- and intermediate-range missiles and the potential future ICBM threat to the United States.

Il dispiegamento di navi Aegis RIM-161 SM-3 missile furono annunciate da Obama nel settembre 2009. Questi missili in complemento ai Patriot già dispiegati da unità americane. Sul dispiegamento pianificato sulla USS Monterey (CG-61) nel Mar Nero, il ministro degli esteri russo dichiarò la contrarietà all'atto.
Il 4 febbraio 2010 la Romania ha siglato un accordo per l'ospitare i missili SM-3 dal 2015 nel NATO Aegis Ashore Missile Defence Site Deveselu. Il primo elemento per l'operatività del sistema è una stazione radar a Malatya, in Turchia, operativa dal 16 gennaio 2012. Altre parti del sistema sono programmate in Portogallo, Polonia, Romania e Spagna. Nel settembre 2011 la NATO invitò India ad essere partner del sistema. V. K. Saraswat, responsabile dell'Indian Ballistic Missile Defense Program, dichiarò, "We are analysing the report. It is under consideration."
Nel settembre 2011 la Casa Bianca diffuse un Factsheet (documento informativo) che riportava lo European Phased Adaptive Approach (EPAA). Con l'implementazione rispetto all EPAA del sistema NATO in Europa con quattro fasi di seguito riportate:
- Fase uno (2011) will address short- and medium-range ballistic missile threats by deploying current and proven missile defense systems. It calls for the deployment of Aegis Ballistic Missile Defense (BMD)-capable ships equipped with proven SM-3 Block IA interceptors. In March of this year the USS Monterey was the first in a sustained rotation of ships to deploy to the Mediterranean Sea in support of EPAA. Phase One also calls for deploying a land-based early warning radar, which Turkey agreed to host as part of the NATO missile defense plan.
- Fase due (2015) will expand coverage against short- and medium-range threats with the fielding of a land-based SM-3 missile defense interceptor site in Romania and the deployment of a more capable SM-3 interceptor (the Block IB). On September 13, the United States and Romania signed the U.S.-Romanian Ballistic Missile Defense Agreement. Once ratified, it will allow the United States to build, maintain, and operate the land-based BMD site in Romania. The missile defense system in Deveselu became operational on 18 December 2015.[26]
- Fase tre (2018) will improve coverage against medium- and intermediate-range missile threats with an additional land-based SM-3 site in Poland and the deployment of a more advanced SM-3 interceptor (the Block IIA). Poland agreed to host the interceptor site in October 2009, and today, with the Polish ratification process complete, this agreement has entered into force.
- Fase quattro (2020) will enhance the ability to counter medium- and intermediate-range missiles and potential future inter-continental ballistic missile (ICBM) threats to the United States from the Middle East, through the deployment of the SM-3 Block IIB interceptor. Each phase will include upgrades to the missile defense command and control system.

Durante il Summit di Chicago del 2012 la NATO ha dichiarato il sistema in interim capability. Ciò significa che il sistema d'arma è stato testato e installato presso il NATO Headquarters Allied Air Command di Ramstein, in Germania, mentre gli alleati NATO provvedevano al dispiegamento di sensori e intercettori. Questo significa che le navi con missili anti balistici nel mediterraneo e i radar in Turchia sono sotto il comando NATO in Germania. “Our system will link together missile defence assets from different Allies – satellites, ships, radars and interceptors – under NATO command and control. It will allow us to defend against threats from outside the Euro-Atlantic area,” NATO Secretary General Anders Fogh Rasmussen.

## Sistemi nazionali
La Polonia coopera con la Francia e la Germania per un sistema missilistico comune.